# 補助単位
補助単位（ほじょたんい）は計量単位の区分の一種であるが、この言葉には、2通りの全く異なる意味がある。
1. 日本の旧計量法で用いられていた「補助計量単位」のこと。
2. 国際単位系（SI）で用いられていた「SI補助単位」のこと。

## 補助計量単位
1つ目の意味は、基本となる単位の倍量・分量単位のことである。この場合は、補助計量単位（ほじょけいりょうたんい）ともいう。これは、1993年以前の日本の計量法（旧計量法）で使用されていた用語である。旧計量法では、計量単位を基本単位、誘導単位（組立単位のこと）、補助計量単位に分類していた。補助計量単位には、接頭語を付けた単位（ミリメートル、ミリグラムなど）のほか、固有の名称を持つ10の整数乗倍の単位（ミクロン、ヘクタールなど）、その他の単位（分、時、絶対温度など）が含まれていた。現在の計量法では、単位を分類することはせず、全てを「計量単位」としている。

## SI補助単位
2つ目の意味は、かつて国際単位系(SI)にあった単位の区分で、「基本単位でも組立単位でもないが補助的に使われる単位」（en:SI derived unit#Supplementary units）を指した。具体的には角度の単位ラジアンと立体角の単位ステラジアンのみが含まれていた。1995年の国際度量衡総会において、この2つの単位は無次元の組立単位として解釈すること、補助単位という区分は廃止することが決議された。1998年のSI第7版から、そのように改定された。よって現在のSIには補助単位は存在しない。

## このほかの用法
よって、現在は正式には「補助単位」というものは存在しないことになるが、今日では1つ目の「基本となる単位の倍量・分量単位」の意味で用いられることが多い。計量単位に限らず、例えば銭、セントなどを通貨の補助単位と呼ぶことがある。俗に接頭語そのものを補助単位と呼ぶことがあるが、これは正式な用法ではない。